# World League di pallavolo 1993
La IV World League di pallavolo si svolse dal 21 maggio al 31 luglio 1993. Dopo la fase a gironi, la fase finale, a cui si qualificarono le prime due squadre classificate nei due gironi di qualificazione, si disputò dal 30 al 31 luglio a San Paolo, in Brasile. La vittoria finale andò per la prima volta al Brasile.

## Squadre partecipanti
| - Finlandia - Germania - Grecia - Italia - Paesi Bassi - Russia | - Brasile - Cuba - Stati Uniti | - Cina - Corea del Sud - Giappone |

## Gironi
| Gruppo A                                            | Gruppo B                                             |
| --------------------------------------------------- | ---------------------------------------------------- |
| Brasile Germania Giappone Grecia Russia Stati Uniti | Cina Corea del Sud Cuba Finlandia Italia Paesi Bassi |

## Fase finale

### Finali 1º e 3º posto
|  | Semifinali | Semifinali | Semifinali |        |         | Finale          | Finale          | Finale          |  |
|  |            |            |            |        |         |                 |                 |                 |  |
|  | Brasile    | Brasile    | 3          |        |         |                 |                 |                 |  |
|  | Brasile    | Brasile    | 3          |        |         |                 |                 |                 |  |
|  | Italia     | Italia     | 0          |        |         |                 |                 |                 |  |
|  | Italia     | Italia     | 0          |        | Brasile | Brasile         | 3               |                 |  |
|  |            |            |            |        | Brasile | Brasile         | 3               |                 |  |
|  |            |            | Russia     | Russia | 0       |                 |                 |                 |  |
|  | Russia     | Russia     | Russia     | Russia | 0       | 3               |                 |                 |  |
|  | Russia     | Russia     |            |        |         | 3               |                 |                 |  |
|  | Cuba       | Cuba       | 1          |        |         | Finale 3º posto | Finale 3º posto | Finale 3º posto |  |
|  | Cuba       | Cuba       | 1          |        |         |                 |                 |                 |  |
|  |            |            |            |        |         |                 |                 |                 |  |
|  |            |            |            |        |         | Italia          | Italia          | 3               |  |
|  |            |            |            |        |         | Italia          | Italia          | 3               |  |
|  |            |            |            |        |         | Cuba            | Cuba            | 0               |  |

## Classifica finale
| Classifica | Squadre       |
| ---------- | ------------- |
|            | Brasile       |
|            | Russia        |
|            | Italia        |
| 4          | Cuba          |
| 5          | Paesi Bassi   |
| 6          | Giappone      |
| 7          | Cina          |
| 8          | Germania      |
| 9          | Stati Uniti   |
| 10         | Corea del Sud |
| 11         | Grecia        |
| 12         | Finlandia     |

## Premi individuali
- MVP: Giovane Gávio
- Miglior schiacciatore: Dmitrij Fomin
- Miglior muro: Oleg Šatunov
- Miglior servizio: Dmitrij Fomin
- Miglior palleggiatore: Maurício de Lima
- Miglior ricevitore: Gilmar Nascimento Teixeira
- Miglior difensore: Damiano Pippi